# Weißes Zertifikat
Weiße Zertifikate (engl. (Tradable) White Certificates) sind Nachweise, dass eine bestimmte Menge Energie durch Energieeffizienzmaßnahmen eingespart worden ist. Der Handel mit weißen Zertifikaten zur Erfüllung von Energieeffizienz- oder Energieeinsparverpflichtungen ist ein marktbasiertes Instrument der Energie- und Klimapolitik.
Weiße Zertifikate werden in Systemen eingesetzt, bei denen Marktakteure, hauptsächlich Energielieferanten und Netzbetreiber, verpflichtet werden, in einem festgelegten Zeitraum ein spezifisches Energieeinsparung zu erreichen und bei Konsumenten Energieeffizienzmaßnahmen durchzuführen. Systeme mit Energieeffizienz-Verpflichtungen (Energy Efficiency Obligations, EEO) sind ergebnisorientiert: Sie schreiben nur einzusparende Energiemengen vor, nicht aber bestimmte Technologien oder Maßnahmen, mit denen die Ziele zu erreichen sind. Die Akteure müssen am Ende eines bestimmten Zeitraums eine Menge an Zertifikaten vorweisen, die der durch sie einzusparenden Menge Energie entspricht. Hat ein verpflichteter Energieversorger oder -verteiler keine oder zu wenig Zertifikate, droht ihm eine Strafgebühr.
Solche Systeme mit Energieeffizienz-Verpflichtungen können um handelbare sogenannte weiße Zertifikate ergänzt werden: Spart ein Akteur mehr ein als notwendig, kann er überschüssige Zertifikate verkaufen. Akteure, die selbst zu wenig eingespart haben, können Zertifikate aufkaufen und an Stelle von Zertifikaten aus eigenen Effizienzmaßnahmen vorweisen. Der Handel mit weißen Zertifikaten gilt als eines der Hauptinstrumente zur Verbesserung der Energieeffizienz. Durch die mengenmäßig fest vorgegebenen Verpflichtungen ist sichergestellt, dass die Effizienzziele insgesamt erreicht werden. Der Handel mit weißen Zertifikaten soll dafür sorgen, dass die Effizienzmaßnahmen dort ergriffen werden, wo sie am kostengünstigsten sind. Man verspricht sich davon eine besonders kosteneffektive Zielerreichung.
In der Regel überwälzen die verpflichteten Akteure die Kosten der Effizienzmaßnahmen über die Energiepreise auf die Verbraucher. Da Haushalte mit niedrigen Einkommen einen größeren Einkommensanteil für Energie ausgeben, besteht die Gefahr, dass sie übermäßig durch Systeme mit Energieeffizienz-Verpflichtungen belastet werden (→ Steuerprogression). Allerdings führt ein geringerer Energieverbrauch auch zu geringeren Kosten. Im Mittel kostete in bis Ende der 2010er bestehenden Systemen mit Energieeffizienz-Verpflichtungen (einschließlich solcher ohne handelbare weiße Zertifikate) die dauerhafte Einsparung einer Kilowattstunde (kWh) Energie in den meisten Sektoren und Regionen weniger als die Produktion einer kWh. Für den Gebäudesektor sind mehrere Analysen einhellig zu dem Ergebnis gekommen, dass Haushalte mit niedrigen Einkommen nicht belastet wurden.
Es gibt weiße Zertifikate bereits seit 2005 in Großbritannien und Italien, seit 2006 in Frankreich, seit 2009 in den Australischen Bundesstaaten New South Wales, Victoria und Südaustralien, und seit 2012 in Polen zur Umsetzung der Energieeffizienz-Richtlinie der Europäischen Union. Ende der 2010er Jahre gab es weltweit insgesamt 46 Systeme mit Energieeffizienz-Verpflichtungen, davon 24 in den USA, 14 in Europa und vier in Australien. Nur in einem Teil der Systeme gab es handelbare weiße Zertifikate: in einigen europäischen und zwei der vier australischen.